# Trofeo (arquitectura)

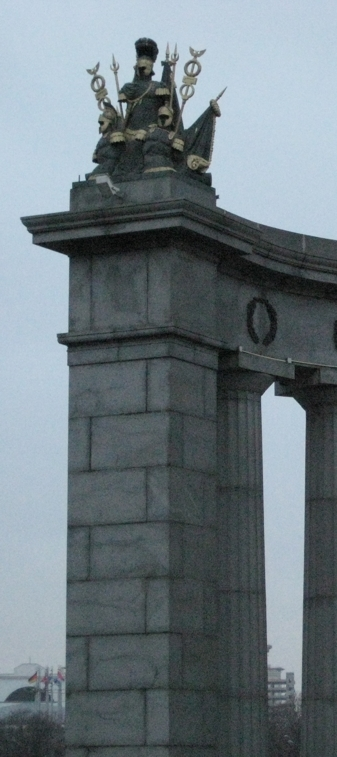
Trofeo en el puente de Borodino, en Moscú.

Un trofeo es un ornamento arquitectónico que representa a un grupo de armas.
En la Antigua Grecia y la Roma Antigua, las victorias militares eran conmemoradas con un trofeo erigido con las armas y las banderas capturadas al enemigo. 
También son comúnmente considerados trofeos, similares elementos decorativos verticales de accesorios de caza, instrumentos musicales y otros objetos.